# I. e. 373
Évszázadok: i. e. 5. század – i. e. 4. század – i. e. 3. század
Évtizedek: i. e. 420-as évek – i. e. 410-es évek – i. e. 400-as évek – i. e. 390-es évek – i. e. 380-as évek – i. e. 370-es évek – i. e. 360-as évek – i. e. 350-es évek – i. e. 340-es évek – i. e. 330-as évek – i. e. 320-as évek
Évek: i. e. 378 – i. e. 377 – i. e. 376 – i. e. 375 –  i. e. 374 – i. e. 373 – i. e. 372 – i. e. 371 – i. e. 370 – i. e. 369 – i. e. 368

## Események

### Perzsa Birodalom
- II. Artaxerxész perzsa nagykirály hadjáratot indít a függetlenedő Egyiptom ellen. A Pharnabazosz által vezetett, görög zsoldosokat is alkalmazó perzsa sereg eleinte sikeresen nyomul előre Memphisz felé, de Nahtnebef fáraónak végül sikerül visszaszorítania őket.

### Görögország
- Az athéniak Iphikratész vezetésével felmentik a spártaiak által ostromolt Korkürát.
- Helike városát földrengés és az azt követő szökőár teljesen elpusztítja, helyét elárasztja a víz.
- A földrengés ledönti Delphoiban az Apolló-templomot.

## Fordítás
- Ez a szócikk részben vagy egészben  a(z)   373 BC című angol Wikipédia-szócikk ezen változatának fordításán alapul.  Az eredeti cikk szerkesztőit annak laptörténete sorolja fel. Ez a jelzés csupán a megfogalmazás eredetét és a szerzői jogokat jelzi, nem szolgál a cikkben szereplő információk forrásmegjelöléseként.